# Wolfgang Gründinger

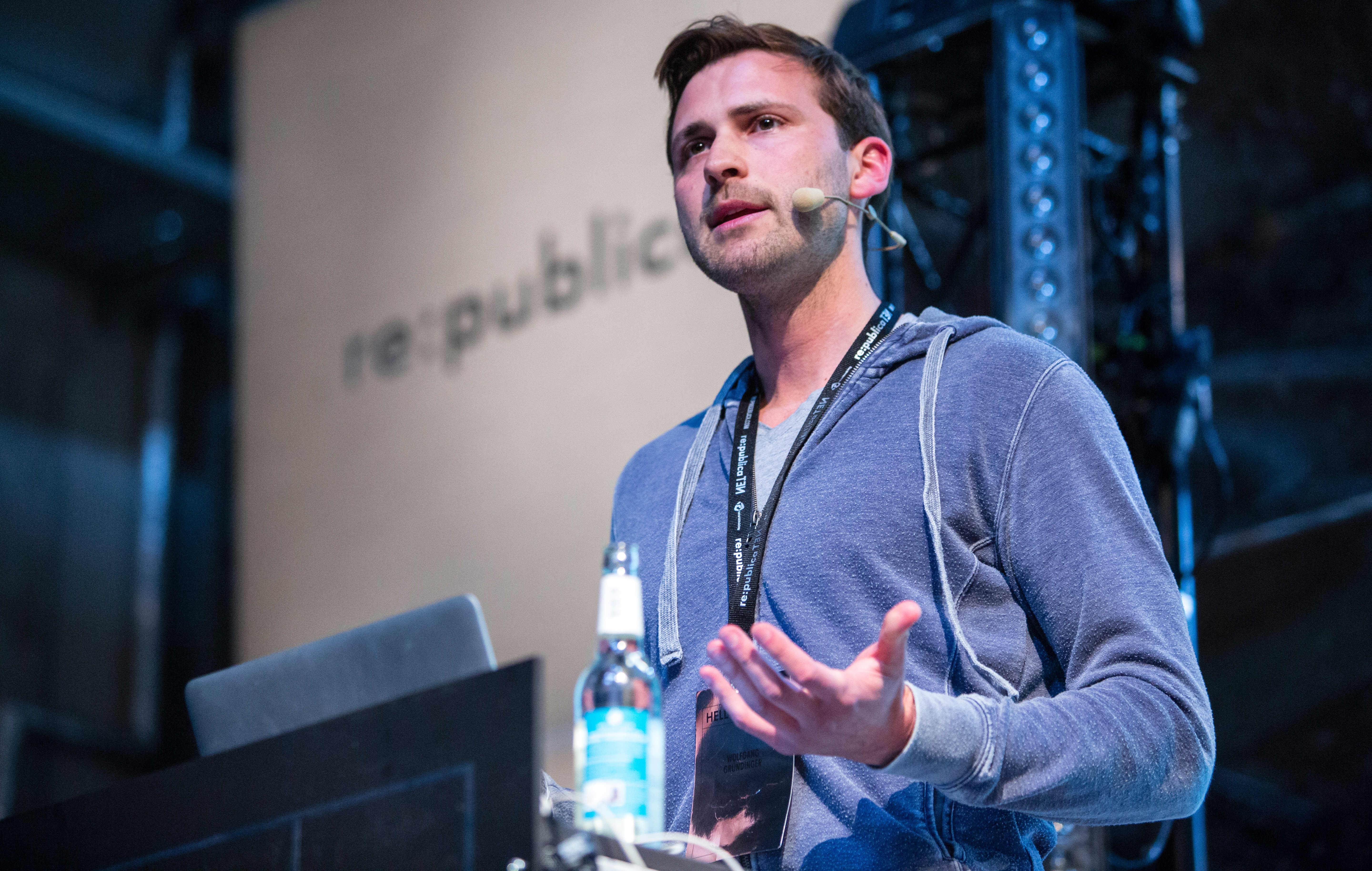
Wolfgang Gründinger (2016)

Wolfgang Gründinger (* 11. Juni 1984 in Tirschenreuth) ist ein deutscher Politikwissenschaftler und Publizist mit den Schwerpunkten Energiepolitik, Generationengerechtigkeit, Nachhaltigkeit und Digitalisierung.

## Werdegang
Gründinger wuchs als zweiter Sohn einer alleinerziehenden Gemüseverkäuferin in Tirschenreuth in der bayerischen Oberpfalz auf. Er erhielt den Bachelor in Politikwissenschaft und Sozialwissenschaften an der Universität Regensburg sowie den Master in Demokratieforschung an der Humboldt-Universität zu Berlin und an der University of California in Santa Cruz, und absolvierte die Internet Leadership Academy der Universität Oxford. Seine Doktorarbeit legte er bei der US-amerikanischen Politikwissenschaftlerin Prof. Dr. Ellen M. Immergut zur Rolle des Lobbyismus in der Energiewende und im Klimaschutz vor.
Bekannt wurde Gründinger durch sein Debütwerk Die Energiefalle (2006). Er schreibt regelmäßig u. a. für das GEO Magazin, The Pioneer und Focus Online.
Sein politisches Engagement begann im Alter von 16 Jahren mit der Gründung des überparteilichen internationalen Jugendnetzwerks „Youth for Intergenerational Justice and Sustainability“. Als 17-Jähriger war er Delegierter zum UN-Klimagipfel in Bonn, im Jahr darauf reiste er zum UN-Weltgipfel für Nachhaltigkeit in Johannesburg. In den Jahren 2005 und 2006 koordinierte er die weltweite Jugendarbeit für die UN-Millenniumsziele und wirkte am Kinder- und Jugendreport zum Nationalen Aktionsplan der Bundesregierung für ein kindgerechtes Deutschland mit. In den Jahren 2007 und 2008 initiierte er die Aktion Klimaneutraler Bundestag, mit dem Ziel, den Bundestag zum Vorbild für klimaverträgliches Handeln bei Gebäuden, Büros, Fuhrpark, Dienstreisen und Kantine zu machen, und hatte teilweise Erfolg.
Er ist Beirat der Stiftung für die Rechte zukünftiger Generationen, Alumnus des Think Tank 30, der jungen Denkfabrik des Club of Rome, assoziiertes Mitglied der Deutschen Gesellschaft Club of Rome, Beirat der Deutschen Umweltstiftung, Mitglied der Scientists for Future. Er war außerdem Mitglied im Landesrat für digitale Entwicklung und Kultur der damaligen SPD-Ministerpräsidentin Rheinland-Pfalz Malu Dreyer und Mitglied im Ethikrat von Facebook (dem späteren Meta).
Derzeit ist Gründinger als Chief Evangelist beim Berliner Energiewende-Unternehmen Enpal tätig. Zuvor war er im Cyber Innovation Hub der Bundeswehr und beim Bundesverband Digitale Wirtschaft.

## Politische Standpunkte
Gründinger setzt sich insbesondere für einen Wechsel des Energiesystems weg von fossilen und atomaren Energien hin zu erneuerbaren Energien ein. Er engagiert sich zudem für Freiheitsrechte im digitalen Raum und startete beispielsweise 2012 eine Initiative gegen das damalige EU-Überwachungsprogramm INDECT, um gegen den Abbau der Privatsphäre zu protestieren.
Aufsehen erregte er mit seinem Engagement für ein Wahlrecht ohne Altersgrenze. Vor dem Bundesverfassungsgericht legte er eine Wahlanfechtung der Bundestagswahl 2013 ein, weil Kinder und Jugendliche vom Wahlrecht ausgeschlossen waren. Bei der Bundestagswahl 2021 unterstütze er zwei 17-jährige Fridays For Future-Aktivisten bei einem Einspruch beim Wahlprüfungsausschuss.

## Bücher
- Zehn Jahre klüger. Wie du den Arsch hochkriegst, dein Geld vermehrst, jede Verhandlung gewinnst und 100 Jahre lebst. Finanzbuch Verlag, München 2021, ISBN 978-3-95972-502-6
- Drivers of Energy Transition: How Interest Groups Influenced Energy Politics in Germany. Springer VS, Wiesbaden 2017, ISBN 978-3-658-17691-4.
- Alte Säcke Politik. Wie wir unsere Zukunft verspielen. Gütersloher Verlagshaus, Gütersloh 2016, ISBN 978-3-579-08626-2.
- Meine kleine Volkspartei: Von einem Sozi, der absichtlich Pirat wurde. Eichborn, Köln 2013, ISBN 978-3-8479-0524-0.[25]
- Wir Zukunftssucher. Wie Deutschland enkeltauglich wird. Körber, Hamburg 2012, ISBN 978-3-89684-092-9.
- Lobbyismus im Klimaschutz. Der Einfluss der Interessengruppen auf die nationale Ausgestaltung des EU-Emissionshandels. Springer VS Verlag für Sozialwissenschaften, Wiesbaden 2012, ISBN 978-3-531-18348-0.
- Aufstand der Jungen – Wie wir den Krieg der Generationen vermeiden können. C.H. Beck, München 2009, ISBN 978-3-406-58685-9.
- Die Energiefalle. Rückblick auf das Erdölzeitalter. C.H. Beck, München 2006, ISBN 3-406-54098-8.
- Öko-Realismus. Die Krise der Umwelt und die Solare Revolution. Mit einem Vorwort von E.U. von Weizsäcker. Schardt, Oldenburg 2002, ISBN 3-89841-066-8.